# Liste des députés de l'Eure
 (mai 2025).
Liste des députés de l’Eure

## Cinquième République

### XVIIelégislature(2024-)
| Circonscription     | Identité            | Parti | Suppléant                 | Autre mandat                                                                                                |
| ------------------- | ------------------- | ----- | ------------------------- | --- |
| 1re circonscription | Christine Loir      | RN    | Benjamin Willoqueaux      | |
| 2e circonscription  | Katiana Levavasseur | RN    | Axel Braie                | Conseillère municipale du Neubourg                                                                          |
| 3e circonscription  | Kévin Mauvieux      | RN    | Armelle Gestat de Garambé | Conseiller municipal de Pont-Audemer Conseiller de la communauté de communes de Pont-Audemer / Val de Risle |
| 4e circonscription  | Philippe Brun       | PS    | Janick Léger              | Conseiller municipal de Louviers                                                                            |
| 5e circonscription  | Timothée Houssin    | RN    | Dylan Cauvin              | Conseiller régional de Normandie                                                                            |

### XVIelégislature(2022-2024)
| Circonscription     | Identité            | Parti | Suppléant              | Autre mandat                                                                                                |
| ------------------- | ------------------- | ----- | ---------------------- | --- |
| 1re circonscription | Christine Loir      | RN    | Erik Michiels          | |
| 2e circonscription  | Katiana Levavasseur | RN    | Jean-Baptiste Marchand | Conseillère municipale du Neubourg                                                                          |
| 3e circonscription  | Kévin Mauvieux      | RN    | Aurélien Ligny         | Conseiller municipal de Pont-Audemer Conseiller de la communauté de communes de Pont-Audemer / Val de Risle |
| 4e circonscription  | Philippe Brun       | PS    | Lisa Moreau            | Conseiller municipal de Louviers                                                                            |
| 5e circonscription  | Timothée Houssin    | RN    | Laura Ponty            | Conseiller régional de Normandie                                                                            |

### XVelégislature(2017-2022)
| Circonscription     | Identité                                                                                            | Parti | Suppléant           |
| ------------------- | --------------------------------------------------------------------------------------------------- | ----- | ------------------- |
| 1re circonscription | M. Bruno Le Maire                                                                                   | LREM  | Mme Séverine Gipson |
| 1re circonscription | Mme Séverine Gipson (remplace Bruno Le Maire, membre du gouvernement, à compter du 22 juillet 2017) | LREM  |                     |
| 2e circonscription  | M. Fabien Gouttefarde                                                                               | LREM  | M. Jérôme Pasco     |
| 3e circonscription  | Mme Marie Tamarelle-Verhaeghe                                                                       | Modem | M. Pierre Jalet     |
| 4e circonscription  | M. Bruno Questel                                                                                    | LREM  | Mme Inci Altuntas   |
| 5e circonscription  | Mme Claire O'Petit                                                                                  | LREM  | M. Fabrice Le Naour |

### XIVelégislature(2012-2017)
| Circonscription     | Identité                                  | Parti | Suppléant            |
| ------------------- | ----------------------------------------- | ----- | -------------------- |
| 1re circonscription | M. Bruno Le Maire                         | UMP   | M. Guy Lefrand       |
| 2e circonscription  | M. Jean-Louis Destans                     | PS    | Mme Elodie Desrues   |
| 3e circonscription  | M. Hervé Morin puis vacance jusqu'en 2017 | NC    | M. Marc Vampa        |
| 4e circonscription  | M. François Loncle                        | PS    | M. Bruno Questel     |
| 5e circonscription  | M. Franck Gilard                          | UMP   | M. Sébastien Lecornu |

### XIIIelégislature(2007-2012)
| Circonscription     | Identité                                   | Parti   | Suppléant               |
| ------------------- | ------------------------------------------ | ------- | ----------------------- |
| 1re circonscription | M. Bruno Le Maire                          | UMP     | M. Guy Lefrand          |
| 2e circonscription  | M. Jean-Pierre Nicolas                     | UMP     | Mme Marie-Agnès Lecleir |
| 3e circonscription  | M. Marc Vampa 1 puis à nouveau Hervé Morin | NC-PSLE |                         |
| 4e circonscription  | M. François Loncle                         | PS      | M. Daniel Leho          |
| 5e circonscription  | M. Franck Gilard                           | UMP     | Mme Brigitte Lidôme     |

1 remplacement de M. Hervé Morin, député nommé au gouvernement.
Depuis le 13 décembre 2008 et la nomination de Bruno Le Maire au poste de secrétaire d'État aux affaires européennes, Guy Lefrand est député de la 1re circonscription.

### XIIelégislature(2002-2007)
| Circonscription     | Identité               | Parti | Suppléant                 |
| ------------------- | ---------------------- | ----- | ------------------------- |
| 1re circonscription | M. Jean-Louis Debré    | UMP   | Mme Françoise Charpentier |
| 2e circonscription  | M. Jean-Pierre Nicolas | UMP   | Mme Marie-Agnès Lecleir   |
| 3e circonscription  | M. Hervé Morin         | UDF   | M. Marc Vampa             |
| 4e circonscription  | M. François Loncle     | PS    | M. Daniel Leho            |
| 5e circonscription  | M. Franck Gilard       | UMP   | Mme Brigitte Lidôme       |

Le 4 mars 2007, Jean-Louis Debré a été nommé président du Conseil constitutionnel. Il est remplacé par sa suppléante, Mme Françoise Charpentier.

### XIelégislature(1997-2002)
| Circonscription     | Identité                | Parti | Suppléant                 |
| ------------------- | ----------------------- | ----- | ------------------------- |
| 1re circonscription | M. Jean-Louis Debré     | RPR   | Mme Françoise Charpentier |
| 2e circonscription  | M. Alfred Recours       | PS    | M. Jackie Desrues         |
| 3e circonscription  | M. Ladislas Poniatowski | UDF   | M. Victor Lebrun          |
| 4e circonscription  | M. François Loncle      | PS    | M. Daniel Leho            |
| 5e circonscription  | Mme Catherine Picard    | PS    | M. Michel Heulin          |

En 1998, Ladislas Poniatowski est élu au Sénat. Hervé Morin lui succède après sa victoire lors d'une élection législative partielle, il prend ses fonctions le 30/11/1998.

### Xelégislature(1993-1997)
| Circonscription     | Identité                | Parti | Suppléant                 |
| ------------------- | ----------------------- | ----- | ------------------------- |
| 1re circonscription | M. Jean-Louis Debré     | RPR   | Mme Françoise Charpentier |
| 2e circonscription  | Mme Catherine Nicolas   | RPR   | M. Alex Le Doledec        |
| 3e circonscription  | M. Ladislas Poniatowski | UDF   | M. Victor Lebrun          |
| 4e circonscription  | M. Bernard Leroy        | UDF   | M. Jacques Benoni         |
| 5e circonscription  | M. Jean-Claude Asphe    | RPR   | M. Bernard Tomasini       |

Nommé Ministre de l'Intérieur en 1995, M. Jean-Louis Debré est remplacé par sa suppléante, Mme Françoise Charpentier.

### IXelégislature(1988-1993)
| Circonscription     | Identité                  | Parti | Suppléant                 |
| ------------------- | ------------------------- | ----- | ------------------------- |
| 1re circonscription | M. Jean-Louis Debré       | RPR   | Mme Françoise Charpentier |
| 2e circonscription  | M. Alfred Recours         | PS    | M. Jackie Desrues         |
| 3e circonscription  | M. Ladislas Poniatowski   | UDF   | M. Jean-Jacques Lefort    |
| 4e circonscription  | M. François Loncle        | PS    | M. Alain Bureau           |
| 5e circonscription  | M. Freddy Deschaux-Beaume | PS    | M. Jacques Poletti        |

Nommé Secrétaire d'État à la ville le 4 juin 1992, M. François Loncle est remplacé par son suppléant, M. Alain Bureau.

### VIIIelégislature(1986-1988)
En 1986, les députés sont élus au scrutin proportionnel départemental.
5 députés sont élus dans l'Eure :
- 3 PS

- M. Freddy Deschaux-Beaume
- M. François Loncle
- M. Claude Michel
- 1 RPR

- M. Jean-Louis Debré
- 1 UDF

- M. Ladislas Poniatowski

### VIIelégislature(1981-1986)
| Circonscription     | Ville                | Identité                  | Parti | Suppléant               |
| ------------------- | -------------------- | ------------------------- | ----- | ----------------------- |
| 1re circonscription | Évreux               | M. Luc Tinseau            | PS    | M. Michel Morin         |
| 2e circonscription  | Bernay               | M. Claude Michel          | PS    | M. Jean-Claude Lecureur |
| 3e circonscription  | Louviers             | M. François Loncle        | MRG   | M. Alain Bureau         |
| 4e circonscription  | Vernon - Les Andelys | M. Freddy Deschaux-Beaume | PS    | M. Noël Parmentier      |

### VIelégislature(1978-1981)
| Circonscription     | Ville                | Identité           | Parti   | Suppléant               |
| ------------------- | -------------------- | ------------------ | ------- | ----------------------- |
| 1re circonscription | Évreux               | M. Pierre Monfrais | UDF-PR  | M. Bernard Blois        |
| 2e circonscription  | Bernay               | M. Claude Michel   | PS      | M. Jean-Claude Lecureur |
| 3e circonscription  | Louviers             | M. Rémy Montagne   | UDF-CDS | M. Philippe Pontet      |
| 4e circonscription  | Vernon - Les Andelys | M. René Tomasini   | RPR     | M. Jérôme Bossuyt       |

En 1980, M. René Tomasini est élu au Sénat. M. Jacques Tailleur (RPR) lui succède après sa victoire lors d'une élection législative partielle.
La même année, M. Rémy Montagne est nommé Secrétaire d'État auprès du ministre de la Santé et de la Sécurité sociale. Il est remplacé par son suppléant, M. Philippe Pontet (UDF)

### Velégislature(1973-1978)
| Circonscription     | Ville                | Identité           | Parti | Suppléant(e)      |
| ------------------- | -------------------- | ------------------ | ----- | ----------------- |
| 1re circonscription | Évreux               | M. Jean de Broglie | RI    | Pierre Monfrais   |
| 2e circonscription  | Bernay               | M. Claude Michel   | PS    | Rémi Lecasble     |
| 3e circonscription  | Louviers             | M. Rémy Montagne   | RDS   | Christian Meunier |
| 4e circonscription  | Vernon - Les Andelys | M. René Tomasini   | UDR   | Eugène Authier    |

En 1974, M. René Tomasini, nommé Secrétaire d'État chargé des relations avec le Parlement, est remplacé par son suppléant, M. Eugène Authier (UDR)
En 1976, M. Pierre Monfrais (RI) devient député de la 1e circonscription à la suite du décès de M. Jean de Broglie.

### IVelégislature(1968-1973)
| Circonscription     | Ville                | Identité           | Parti | Suppléant(e)   |
| ------------------- | -------------------- | ------------------ | ----- | -------------- |
| 1re circonscription | Évreux               | M. Jean de Broglie | RI    | Jacques Leyrie |
| 2e circonscription  | Bernay               | M. Jean Lainé      | RI    | André Payelle  |
| 3e circonscription  | Louviers             | M. André Delahaye  | UDR   | Marcel Leclerc |
| 4e circonscription  | Vernon - Les Andelys | M. René Tomasini   | UDR   | Eugène Authier |

### IIIelégislature(1967-1968)
| Circonscription     | Ville                | Identité           | Parti | Suppléant(e)     | Autres mandats                       |
| ------------------- | -------------------- | ------------------ | ----- | ---------------- | ------------------------------------ |
| 1re circonscription | Évreux               | M. Jean de Broglie | RI    | Louis Van Haecke | Conseiller général, maire de Broglie |
| 2e circonscription  | Bernay               | M. Jean Lainé      | RI    | André Payelle    | Maire de Valletot                    |
| 3e circonscription  | Louviers             | M. Rémy Montagne   | PDM   | Pierre Hervieu   | Conseiller général                   |
| 4e circonscription  | Vernon - Les Andelys | M. René Tomasini   | UDVeR | Eugène Authier   | Maire des Andelys                    |

### IIelégislature(1962-1967)
| Circonscription     | Ville                | Identité           | Parti | Suppléant(e)     |
| ------------------- | -------------------- | ------------------ | ----- | ---------------- |
| 1re circonscription | Évreux               | M. Jean de Broglie | RI    | Louis Van Haecke |
| 2e circonscription  | Bernay               | M. Jean Lainé      | RI    | Claude Bernard   |
| 3e circonscription  | Louviers             | M. Rémy Montagne   | CD    | Pierre Hervieu   |
| 4e circonscription  | Vernon - Les Andelys | M. René Tomasini   | UNR   | Eugène Authier   |

En 1963, M. Jean de Broglie, nommé Secrétaire d'État, chargé des Affaires algériennes, est remplacé par son suppléant, M. Louis Van Haecke (RI).

### Irelégislature(1958-1962)
| Circonscription     | Ville                | Identité           | Parti | Suppléant(e)     |
| ------------------- | -------------------- | ------------------ | ----- | ---------------- |
| 1re circonscription | Évreux               | M. Jean de Broglie | CNIP  | Louis Van Haecke |
| 2e circonscription  | Bernay               | M. Jean Lainé      | CNIP  | Maurice Hémery   |
| 3e circonscription  | Louviers             | M. Rémy Montagne   | ED    |                  |
| 4e circonscription  | Vernon - Les Andelys | M. René Tomasini   | UNR   | Eugène Authier   |

En 1961, M. Jean de Broglie, nommé Secrétaire d'État, chargé du Sahara, des Départements et territoires d'outre-mer, est remplacé par son suppléant, M. Louis Van Haecke (CNIP).

## IVeRépublique
Sous la IVe République, les députés sont élus au scrution proportionnel départemental.

### IIIeLégislature - 1956-1958
- 2 Radicaux et radicaux socialistes

- M. Pierre Mendès France
- M. Gilbert Martin
- 1 CNIP

- M. Jean Lainé
- 1 PCF

- M. Rolland Plaisance

### IIeLégislature - 1951-1956
- 2 Radicaux et radicaux socialistes

- M. Pierre Mendès France
- M. André Cavelier
- 1 UDSR

- M. Albert Forcinal
- 1 CNIP

- M. Bernard Pluchet

### IeLégislature - 1946-1951
- 1 Radical et radical socialiste

- M. Pierre Mendès France
- 1 UDSR

- M. Albert Forcinal
- 1 MRP

- M. André Guillant
- 1 PCF

- M. Paul Greffier

## Assemblée nationale constituante
Les députés sont élus au scrutin proportionnel départemental.

### IIeAssemblée nationale constituante - 02/06/1946-27/11/1946
- 1 Radical et radical socialiste

- M. Pierre Mendès France
- 1 UDSR

- M. Albert Forcinal
- 1 MRP

- M. André Guillant
- 1 PCF

- M. Paul Greffier

### IeAssemblée nationale constituante - 21/10/1945-10/06/1946
- 1 Radical et radical socialiste

- M. Georges Chauvin
- 1 UDSR

- M. Albert Forcinal
- 1 SFIO

- M. Augustin Azémia
- 1 PCF

- M. Paul Greffier

## IIIeRépublique

### XVIeLégislature - 1936-1940
Scrutin d'arrondissement, majoritaire et uninominal à 2 tours.
| Circonscription | Identité                                                                         | Tendance politique            |
| --------------- | -------------------------------------------------------------------------------- | ----------------------------- |
| Les Andelys     | M. Albert Forcinal                                                               | Union socialiste républicaine |
| Évreux est      | M. André Dupont                                                                  | SFIO                          |
| Évreux ouest    | M. Camille Briquet                                                               | Radical et radical-socialiste |
| Bernay          | M. Pierre Béranger                                                               | Républicain de gauche         |
| Pont-Audemer    | M. Alexandre Duval                                                               | Fédération républicaine       |
| Louviers        | M. Pierre Mendès France déchu de son mandat en 1941 par le Gouvernement de Vichy | Radical et radical-socialiste |

### XVeLégislature - 1932-1936
Scrutin d'arrondissement, majoritaire et uninominal à 2 tours.
| Circonscription | Identité                | Tendance politique                                               |
| --------------- | ----------------------- | ---------------------------------------------------------------- |
| Les Andelys     | M. Albert Forcinal      | Parti républicain-socialiste                                     |
| Évreux est      | M. Georges Chauvin      | Radical et radical-socialiste                                    |
| Évreux ouest    | M. Camille Briquet      | Radical et radical-socialiste                                    |
| Bernay          | M. André Join-Lambert   | Fédération républicaine                                          |
| Pont-Audemer    | M. Henry Le Mire        | Républicain et social (dissidence de la Fédération républicaine) |
| Louviers        | M. Pierre Mendès France | Radical et radical-socialiste                                    |

Décédé en 1934, M. Henry Le Mire est remplacé par M. Alexandre Duval (Fédération républicaine).

### XIVeLégislature - 1928-1932
Les élections législatives furent au scrutin d'arrondissement majoritaire à deux tours de 1928 à 1936.
| Circonscription | Identité              | Tendance politique                            |
| --------------- | --------------------- | --------------------------------------------- |
| Les Andelys     | M. Albert Forcinal    | Parti républicain-socialiste                  |
| Évreux 1-est    | M. Léon Lauvray       | Action démocratique et sociale (centre-droit) |
| Évreux 2-ouest  | M. Camille Briquet    | Radical et radical-socialiste                 |
| Bernay          | M. André Join-Lambert | Union républicaine démocratique               |
| Pont-Audemer    | M. Henry Le Mire      | Union républicaine démocratique               |
| Louviers        | M. Alexandre Duval    | Union républicaine démocratique               |

Source : Élections législatives 22-29 avril 1928 de Georges Lachapelle - https://gallica.bnf.fr/ark:/12148/bpt6k320439r.texteImage#

### XIIIeLégislature - 1924-1928
Les élections législatives de 1924 furent organisées au scrutin proportionnel de liste. Elles marquèrent au niveau national national la victoire du "Cartel des gauches". Scrutin de liste au niveau départemental
Liste d'entente nationale et d'action sociale
- André Join-Lambert, Union républicaine démocratique, Conseiller général, Livet-sur-Authou
- Henry Le Mire, Union républicaine démocratique, Filateur à Pont-Audemer
- Alexandre Duval, Union républicaine démocratique, Maire de Villettes

Liste du Cartel des Gauches
- Georges Chauvin, Parti radical et radical-socialiste, Président du conseil d'arrondissement d'Évreux

Source : Barodet sur le site de l'Assemblée Nationale - https://bibnum.sciencespo.fr/s/catalogue/ark:/46513/sc16m1m0#?c=&m=&s=&cv=

### XIIeLégislature - 1919-1924
Les élections législatives de 1919 furent organisées au scrutin proportionnel de liste. Elles marquèrent au niveau national la victoire du "Bloc national" de centre-droit.
Liste du comité républicain d'entente nationale
- M. Henry Le Mire, Entente républicaine démocratique

- M. André Join-Lambert, Entente républicaine démocratique

- M. Alexandre Duval, Entente républicaine démocratique

- M. Prosper Josse, Entente républicaine démocratique

- M. Jules Burnet, Entente républicaine démocratique

- M. Henri Oudin, Entente républicaine démocratique, décédé le 2 juillet 1923, non remplacé

Source : Barodet, sur le site de l'Assemblée Nationale - https://bibnum.sciencespo.fr/s/catalogue/ark:/46513/sc16m2kz#?c=&m=&s=&cv=

### XIeLégislature - 1914-1919
Scrutin d'arrondissement, majoritaire et uninominal à 2 tours.
| Circonscription | Identité                    | Tendance politique               |
| --------------- | --------------------------- | -------------------------------- |
| Les Andelys     | M. Prosper Josse            | Fédération républicaine (Droite) |
| Évreux-1        | M. Abel Lefèvre             | Radical socialiste               |
| Évreux-2        | M. Louis Modeste Leroy      | Républicains de gauche (Modérés) |
| Bernay          | M. Auguste Celos            | Républicains de gauche (Modérés) |
| Pont-Audemer    | M. Charles Loriot           | Républicains de gauche (Modérés) |
| Louviers        | M. Charles Aubourg de Boury | Gauche démocratique              |

Sources : Journal Le Temps du 28 avril et du 12 mai 1914 sur Gallica - ,.

### XeLégislature - 1910-1914
Scrutin d'arrondissement, majoritaire et uninominal à 2 tours.
| Circonscription | Identité                    | Tendance politique         |
| --------------- | --------------------------- | -------------------------- |
| Les Andelys     | M. Louis Passy              | Républicain progressiste   |
| Évreux-1        | M. Abel Lefèvre             | Radical-socialiste         |
| Évreux-2        | M. Modeste Leroy            | Gauche démocratique        |
| Bernay          | M. Louis Camille Fouquet    | Conservateur (Indépendant) |
| Pont-Audemer    | M. Maxime Legendre          | Action libérale            |
| Louviers        | M. Charles Aubourg de Boury | Républicain progressiste   |

Décédé le 13 mai 1911, M. Maxime Legendre est remplacé par M. Charles Loriot, Républicain progressiste, élu le 9 juillet 1911.
Décédé le 3 décembre 1912, M. Louis Fouquet est remplacé par M. Auguste Celos, Gauche démocratique, élu le 19 janvier 1913.
Décédé le 31 juillet 1913, M. Louis Passy est remplacé par M. Prosper Josse, Républicain progressiste, élu le 14 septembre 1913.
Sources : Journal Le Temps du 24 avril et du 8 mai 1910 sur Gallica - ,.

### IXeLégislature - 1906-1910
Scrutin d'arrondissement, majoritaire et uninominal à 2 tours.
| Circonscription | Identité                    | Tendance politique       |
| --------------- | --------------------------- | ------------------------ |
| Les Andelys     | M. Louis Passy              | Libéral                  |
| Évreux-1 est    | M. Abel Lefèvre             | Radical                  |
| Évreux-2 ouest  | M. Louis Modeste Leroy      | Gauche républicaine      |
| Bernay          | M. Louis Fouquet            | Conservateur             |
| Pont-Audemer    | M. Tanneguy d'Osmoy         | Républicain progressiste |
| Louviers        | M. Charles Aubourg de Boury | Républicain progressiste |

Sources : Journal Le Temps du 6 et du 22 mai 1906 sur Gallica - ,.

### VIIIeLégislature - 1902-1906
Scrutin d'arrondissement, majoritaire et uninominal à 2 tours.
| Circonscription | Identité                    | Tendance politique                          |
| --------------- | --------------------------- | ------------------------------------------- |
| Les Andelys     | M. Louis Passy              | Conservateur (Rallié)                       |
| Évreux-1        | M. Louis-Édouard Isambard   | Radical                                     |
| Évreux-2        | M. Louis Modeste Leroy      | Gauche républicaine Républicain ministériel |
| Bernay          | M. Louis Fouquet            | Conservateur                                |
| Pont-Audemer    | M. Tanneguy d'Osmoy         | Républicain Libéral                         |
| Louviers        | M. Charles Aubourg de Boury | Républicain                                 |

Décédé en 1904, M. Louis-Édouard Isambard est remplacé par M. Abel Lefèvre, Radical
Source : journal Le Temps du 29 avril et du 13 mai 1902 sur Gallica,.

### VIIeLégislature - 1898-1902
Scrutin d'arrondissement, majoritaire et uninominal à 2 tours.
| Circonscription | Identité                  | Tendance politique        |
| --------------- | ------------------------- | ------------------------- |
| Les Andelys     | M. Louis Passy            | Conservateur Rallié       |
| Évreux-1        | M. Louis-Édouard Isambard | Radical                   |
| Évreux-2        | M. Louis Modeste Leroy    | Républicain               |
| Bernay          | M. Louis Fouquet          | Conservateur, Monarchiste |
| Pont-Audemer    | M. Charles Loriot         | Républicain               |
| Louviers        | M. Jules Thorel           | Républicain               |

M. Jules Thorel est élu au Sénat en 1898. Il est remplacé par M. Jacques Riberpray, Républicain.
Décédé en 1900, M. Jacques Riberpray est remplacé par M. Charles Aubourg de Boury, Républicain Progressiste.
Source : journal Le Temps du 10 mai et du 24 mai 1898 sur Gallica,.

### VIeLégislature - 1893-1898
Scrutin d'arrondissement, majoritaire et uninominal à 2 tours.
| Circonscription | Identité                  | Tendance politique  |
| --------------- | ------------------------- | ------------------- |
| Les Andelys     | M. Louis Passy            | Conservateur rallié |
| Évreux-1        | M. Louis-Édouard Isambard | Radical             |
| Évreux-2        | M. Louis Modeste Leroy    | Républicain         |
| Bernay          | M. Louis Fouquet          | Conservateur        |
| Pont-Audemer    | M. Charles Loriot         | Républicain         |
| Louviers        | M. Jules Thorel           | Républicain         |

Source : journal Le Temps du 22 août et du 5 septembre 1893 sur Gallica,.

### VeLégislature - 1889-1893
Scrutin d'arrondissement, majoritaire et uninominal à 2 tours.
| Circonscription | Identité          | Tendance politique |
| --------------- | ----------------- | ------------------ |
| Les Andelys     | M. Louis Passy    | Conservateur       |
| Évreux-1        | M. Joseph Bully   | Républicain        |
| Évreux-2        | M. Jacques Olry   | Conservateur       |
| Bernay          | M. Louis Fouquet  | Conservateur       |
| Pont-Audemer    | M. Charles Loriot | Républicain        |
| Louviers        | M. Jules Thorel   | Républicain        |

Décédé en 1890, M. Joseph Bully est remplacé par M. Louis-Édouard Isambard, Radical
Source : journal Le Temps du 24 septembre et du 8 octobre 1889 sur Gallica,.

### IVeLégislature - 1885-1889
Scrutin de liste au niveau départemental.
- 5 Conservateurs

- M. Louis Passy
- M. Louis Fouquet
- M. Léon Sevaistre
- M. Lucien Gaultier de La Ferrière
- M. Edgar Raoul-Duval
- 1 Gauche républicaine

- M. Alexandre Papon
Décédé en 1887, M. Edgar Raoul-Duval est remplacé par M. Victor Milliard (Gauche républicaine).

### IIIeLégislature - 1881-1885
Scrutin d'arrondissement, majoritaire et uninominal à 2 tours.
| Circonscription | Identité                      | Tendance politique  |
| --------------- | ----------------------------- | ------------------- |
| Les Andelys     | M. Louis Passy                | Orléaniste          |
| Évreux est      | M. Jean-Louis Lepouzé         | Républicain         |
| Évreux ouest    | M. Alexandre Papon            | Gauche républicaine |
| Bernay          | M. Eugène Janvier de La Motte | Bonapartiste        |
| Pont-Audemer    | M. Charles d'Osmoy            | Républicain modéré  |
| Louviers        | M. Jules Develle              | Gauche républicaine |

Décédé en 1882, M. Jean-Louis Lepouzé est remplacé par M. Joseph Bully (Union républicaine).
Décédé en 1884, M. Eugène Janvier de La Motte est remplacé par M. Edgar Raoul-Duval (Bonapartiste).

### IIeLégislature - 1877-1881
Scrutin d'arrondissement, majoritaire et uninominal à 2 tours.
| Circonscription | Identité                      | Tendance politique  |
| --------------- | ----------------------------- | ------------------- |
| Les Andelys     | M. Louis Passy                | Orléaniste          |
| Évreux est      | M. Jean-Louis Lepouzé         | Républicain         |
| Évreux ouest    | M. Alexandre Papon            | Gauche républicaine |
| Bernay          | M. Eugène Janvier de La Motte | Bonapartiste        |
| Pont-Audemer    | M. Charles d'Osmoy            | Républicain modéré  |
| Louviers        | M. Jules Develle              | Gauche républicaine |

### IeLégislature - 1876-1877
Scrutin d'arrondissement, majoritaire et uninominal à 2 tours.
| Circonscription | Identité                      | Tendance politique  |
| --------------- | ----------------------------- | ------------------- |
| Les Andelys     | M. Louis Passy                | Orléaniste          |
| Évreux est      | M. Jean-Louis Lepouzé         | Républicain         |
| Évreux ouest    | M. Alexandre Papon            | Gauche républicaine |
| Bernay          | M. Eugène Janvier de La Motte | Bonapartiste        |
| Pont-Audemer    | M. Charles d'Osmoy            | Républicain modéré  |
| Louviers        | M. Edgar Raoul-Duval          | Bonapartiste        |

## Assemblée nationale - 1871-1876
Scrutin de liste, majoritaire et à deux tours au niveau départemental.
- 2 Orléanistes

- M. Louis Passy
- M. Albert de Broglie
- 4 Centre-gauche et gauche républicaine

- M. Henri Besnard de Guitry (républicain conservateur)
- M. Charles d'Osmoy (républicain de centre-gauche)
- M. Paul de Salvandy (républicain proche d'Adolphe Thiers)
- M. Charles Dupont de l'Eure (républicain modéré)
- 2 Bonapartistes

- M. André Prétavoine
- M. Camille Clément de La Roncière-Le Noury
Décédé en 1872, M. Charles Dupont de l'Eure est remplacé par M. Jean-Louis Lepouzé (républicain)

## Corps législatif (Second Empire)

### IreLégislature(29/03/1852-28/11/1857)
- Louis Napoléon Suchet d'Albufera (1813-1877) ;
- Alfred Eugène Cordier de Montreuil (1802-1866) ;
- Félix Jean François Thomas d'Arjuzon (1800-1874) ;

### IIeLégislature(28/11/1857-05/11/1863)
- Louis Napoléon Suchet d'Albufera (1813-1877) ;
- Félix Jean François Thomas d'Arjuzon (1800-1874) ;
- Bénigne Ernest Poret, marquis de Blosseville (1799-1886) ;

### IIIeLégislature(05/11/1863-28/04/1869)
- Paul-Philémon Fouquet (1817-1872) ;
- Louis Napoléon Suchet d'Albufera (1813-1877) ;
- Guillaume Pierre François Petit (1804-1875) ;
- Félix Jean François Thomas d'Arjuzon (1800-1874) ;

### IVeLégislature(28/04/1869-04/09/1870)
- Paul-Philémon Fouquet (1817-1872) ;
- Louis Napoléon Suchet d'Albufera (1813-1877) ;
- Guillaume Pierre François Petit (1804-1875) ;
- Félix Jean François Thomas d'Arjuzon (1800-1874) ;

## Assemblée nationale législative(28/05/1849-02/12/1851)
- Louis Napoléon Suchet d'Albufera (1813-1877) ;
- Louis Paul Sevaistre (1802-1885) ;
- André Alexandre Legrand dit « de Guitry » (1796-1862) ;
- Jacques Defontenay (1796-1879) ;
- Victor de Broglie (1785-1870) ;
- Hippolyte Philibert Passy (1793-1880) ;
- Noël Jacques Lefebvre-Duruflé (1792-1877) ;
- Antoine François Henri Lefebvre de Vatimesnil (1789-1860) ;
- Antoine Marie Demante (1789-1856) ;

## Assemblée nationale constituante(04/05/1848-26/05/1849)
- Nicolas Jules Davy (1814-1874) ;
- Michel Alcan (1810-1877) ;
- Jean-Louis Langlois (1805-1855) ;
- Jean-Jacques François Picard (1804-1849) ;
- Alfred Canel (1803-1879) ;
- Louis Paul Sevaistre (1802-1885) ;
- Alfred Eugène Cordier de Montreuil (1802-1866) ;
- François Auguste Dumont (1796-1876) ;
- Antoine Marie Demante (1789-1856) ;
- Alexandre-Joseph Legendre (1782-1861) ;
- Jacques Charles Dupont de l'Eure (1767-1855) ;

## Chambre des députés (Monarchie de Juillet)

### IreLégislature(1830-1831)
- Hippolyte Passy
- Odilon Barrot
- Abel-François Villemain
- Alexandre-Joseph Legendre
- Joseph Antoine Thomas
- Paulin Gattier
- Alexandre Dumeilet
- Louis Pierre Édouard Bignon
- Jacques Charles Dupont de l'Eure

### IIeLégislature(1831-1834)
- Hippolyte Passy
- François-Charles Dulong décédé en 1834, remplacé par Alexandre Polangie de Rancé
- Alexandre Dumeilet décédé en 1833, remplacé par Narcisse-Achille de Salvandy
- Jacques Charles Dupont de l'Eure démissionne en 1834, remplacé par Parfait Lys
- Jacques-Nicolas Bioche
- Alexandre-Joseph Legendre
- Louis Pierre Édouard Bignon

### IIIeLégislature(1834-1837)
- Hippolyte Passy
- Michel Hébert (magistrat)
- Alexandre Polangie de Rancé
- Narcisse-Achille de Salvandy
- Auguste Le Prévost
- Louis Pierre Édouard Bignon
- Jacques Charles Dupont de l'Eure

### IVeLégislature(1837-1839)
- Hippolyte Passy
- Michel Hébert (magistrat)
- Antoine François Passy
- Auguste Le Prévost
- Antoine Trutat
- Eugène Édouard Boyer de Peyreleau
- Jacques Charles Dupont de l'Eure

### VeLégislature(1839-1842)
- Hippolyte Passy
- Michel Hébert (magistrat)
- Antoine François Passy
- Auguste Le Prévost
- Antoine Trutat
- Eugène Édouard Boyer de Peyreleau
- Jacques Charles Dupont de l'Eure

### VIeLégislature(1842-1846)
- Hippolyte Passy nommé pair en 1843, remplacé par Charles Laffitte
- Louis-Antoine Garnier-Pagès
- Michel Hébert (magistrat)
- Antoine François Passy
- Auguste Le Prévost
- Alexandre-Joseph Legendre
- Jacques Charles Dupont de l'Eure

### VIIeLégislature(17/08/1846-24/02/1848)
- Charles Laffitte
- Louis-Antoine Garnier-Pagès
- Michel Hébert (magistrat)
- Antoine François Passy
- Auguste Le Prévost
- Jacques Charles Dupont de l'Eure

## Chambre des députés des départements (2eRestauration)

### Irelégislature(1815–1816)
- Bon Henri Pierre de Blangy
- Charles Henri de La Pasture
- Pierre Jean Charles Lizot
- Bénigne Poret de Blosseville
- Anne Charles Léonor de Roncherolles

### IIelégislature(1816-1823)
- Charles Gazan
- Charles Henri de La Pasture
- Alexandre Dumeilet
- Louis Pierre Édouard Bignon
- Pierre Jean Charles Lizot
- Jacques Charles Dupont de l'Eure
- Anne Charles Léonor de Roncherolles
- Robert Prétavoine-Bidault
- Pierre Henry Lefebvre de Vatimesnil

### IIIelégislature(1824-1827)
- Bon Henri Pierre de Blangy
- Charles Gazan
- Charles Henri de La Pasture
- Pierre Jean Charles Lizot
- Anne Charles Léonor de Roncherolles
- Jacques Pierre Aimable Chrestien de Fumechon
- Pierre Henry Lefebvre de Vatimesnil

### IVelégislature(1828-1830)
- Alexandre-Joseph Legendre
- Charles Gazan
- Alexandre Dumeilet
- Marc-René de Voyer de Paulmy d'Argenson (1771-1842)
- Louis Pierre Édouard Bignon
- Jacques Charles Dupont de l'Eure
- Anne Charles Léonor de Roncherolles
- Léon Gabriel Mallard de La Varende

### Velégislature(23 juin 1830-28 juillet 1830)
- Alexandre Dumeilet
- Louis Pierre Édouard Bignon
- Jacques Charles Dupont de l'Eure

## Chambre des représentants (Cent-Jours)
- Marie Pierre Isidore de Blanmont
- Jacques Charles Dupont de l'Eure
- Alexandre Romain Crochon
- Nicolas Daireaux
- Pierre Jacques François Carpentier
- Jean-Baptiste Guillaume Langlois
- Jean-François Deshays
- André Le Danois de La Soisière

## Chambre des députés des départements (1reRestauration)
- Jacques Charles Dupont de l'Eure
- Noël Bouquelon
- Robert-Antoine-Marie Le Cousturier d'Armenonville

## Corps législatif(1800-1814)
- Jacques Charles Dupont de l'Eure
- Pierre Mathieu Frontin
- Noël Bouquelon
- Alexandre Romain Crochon
- Jean-Baptiste Guillaume Langlois
- Jean-François Charles Leroy
- Louis-Jacques Savary
- André Le Danois de La Soisière
- Jacques Gabriel Jan de Hauteterre
- Robert-Antoine-Marie Le Cousturier d'Armenonville
- Jean-Baptiste Bourlier
- François Lecerf

## Conseil des Cinq-Cents(1795-1799)
- Jacques Charles Dupont de l'Eure
- Guillaume Joseph Guilbert
- Alexandre Romain Crochon
- Laurent Mathieu Bidault
- Jean-François Eude
- Jean-François Charles Leroy
- Nicolas Jean-Baptiste Pavie
- Louis-Jacques Savary
- Jacques Gilles de Saint-Aignan
- Robert Lindet
- Luc-François Lalande
- Charles-François Dubusc
- François Lecerf

## Convention nationale(1792-1795)
11 députés et 4 suppléants

### Députés
1. François Buzot, président du tribunal criminel d'Evreux, ancien Constituant, mis hors la loi, meurt à Saint-Emilion le 30 prairial an II (18 juin 1794), est remplacé par Francastel, dès le 17 juin 1793.
2. Thomas Lindet, évêque du département, ancien Constituant.
3. Robert Lindet, homme de loi, ancien député à la Législative. Est décrété d'accusation le 9 prairial an III (28 mai 1795) et est ensuite amnistié.
4. Jean-Michel Duroy, juge au tribunal de Bernay, ancien suppléant à la Législative, décrété d'arrestation le 1er prairial an III (20 mai 1795) est condamné à mort et exécuté le 28 prairial an III (16 juin 1795).
5. Louis Joseph Richou, administrateur du district des Andelys, maire de Gisors. Est exclu après le 31 mai 1793 ; est rappelé le 18 frimaire an III (8 décembre 1794).
6. Denis Le Maréchal, négociant, maire de Rugles, ancien Constituant. Démissionnaire le 27 septembre 1793 ; est remplacé par Bidault, le 23 nivôse an II (12 janvier 1794).
7. Jean-Nicolas Topsent, capitaine de navire.
8. Alexis-Joseph Bouillerot-Demarsenne, receveur du district de Bernay.
9. Jacques Nicolas Vallée, président de l'administration du district d'Évreux, est mis en arrestation le 30 juillet 1793 et amnistié le 25 ventôse an III (15 mars 1795).
10. Louis-Jacques Savary, commissaire national près le tribunal criminel du département, juge suppléant au tribunal de cassation. Est mis hors la loi le 28 juillet 1793 et est réintégré dans ses fonctions en l'an III.
11. Charles-François Dubusc, fabricant de draps à Louviers, administrateur du département, est exclu après le 31 mai 1793 et est rappelé le 18 frimaire an III (8 décembre 1794).

### Suppléants
1. Marie Pierre Adrien Francastel, secrétaire du duc de La Rochefoucauld-Liancourt, administrateur du district d'Evreux. Remplace  François Buzot le 27 juin 1793.
2. François-Gervais Durand, vice-président du directoire de Pont-Audemer. N'a pas siégé par suite d'une grave maladie.
3. Laurent Mathieu Bidault, négociant à La Haye-de-Calleville. Remplace le 23 nivôse an II (12 janvier 1794), Maréchal démissionnaire.
4. Armand-François-Louis Mordant, juge de paix à Vernon. N'a pas siégé.

## Assemblée législative (1791-1792)
11 députés et 4 suppléants

### Députés
1. Robert Lindet, homme de loi, procureur-syndic du district de Bernay, président de l'assemblée électorale.
2. Jean-Jacques Delivet-Saint-Mars, procureur-syndic du district d'Évreux. Décédé le 8 mars 1792. Est remplacé par Quéru, le 24 mars 1792.
3. Jean Deschamps, administrateur du directoire du département, à Verneuil.
4. Jean-Baptiste Fossard, administrateur du directoire du département.
5. François Rever, curé de Conteville, administrateur du conseil général du département.
6. Pierre Nicolas Chrysostome Legendre, notaire à Heuqueville, administrateur du conseil général du département. Démissionnaire le 3 avril 1792. Est remplacé par Lebrun le 1er mai 1792.
7. Claude-Etienne Hugau, chevalier de Saint-Louis, juge de paix du canton d'Évreux.
8. Pierre Duval (homme politique), vice-président du département.
9. Louis Joseph Hébert, chevalier de Saint-Louis, administrateur du département.
10. Jean-Baptiste Guillaume Langlois, négociant à Louviers, administrateur du département.
11. Alexandre Ambroise Pantin, propriétaire cultivateur, à Gaillardbois, district des Andelys.

### Suppléants
1. René Antoine Quéru, président du district de Verneuil. Remplace, le 24 mars 1792, Delivet-Saint-Mars décédé.
2. Marie-Lucien Lebrun, homme de loi à Evreux, administrateur du directoire du département. Remplace, le 1er mai 1792, Legendre démissionnaire.
3. Duroy (Jean Michel), juge au tribunal du district de Bernay.
4. Boisdenemetz (Alexandre de), officier de marine, domicilié à Cantiers, district des Andelys.

## États-généraux de 1789, Assemblée constituante de 1789
Députés du bailliage d'Évreux et des bailliages secondaires : Beaumont-le-Roger, Breteuil, Conches, Ezy, Nonancourt, Orbec, Bernay, Pacy (8 députés, pas de suppléant)

### Députés du clergé
1. Jacques de La Lande, bachelier en théologie, curé d'Illiers-l'Évêque.
2. Thomas Lindet, curé de Sainte-Croix-de-Bernay.

### Députés de la noblesse
1. Nicolas de Bonneville, ancien lieutenant-colonel retraité avec rang de mestre de camp, demeurant à Bonneville, paroisse de Chamblac, élection de Bernay.
2. Louis-François de Chambray, maréchal de camp, chevalier de Saint-Louis et chevalier honoraire de l'ordre de Malte.

### Députés du tiers état
1. Pierre Joseph Antoine Beauperrey, laboureur et marchand de chevaux à La Chapelle-Montgenouil, près Gacé, bailliage d'Orbec.
2. Adrien-Georges Buschey des Noës, conseiller du roi et de Monsieur, au bailliage de Bernay.
3. François Buzot, avocat à Évreux.
4. Denis Lemarechal, négociant à Rugles.

(Aucun suppléant)

## Sources
- « Tous les députés du département de l'Eure », sur assemblee-nationale.fr, site de l'Assemblée nationale française (consulté le 16 novembre 2009)
- « Notices et portraits des députés de la Ve république », sur assemblee-nationale.fr, site de l'Assemblée nationale française (consulté le 16 novembre 2009)